# Каревич, Эмиль
Эмиль Каревич (пол. Emil Karewicz, 13 марта 1923, Вильно — 18 марта 2020, Варшава) — польский актёр театра и кино.

## Биография
Актёрскую карьеру начал на сцене Малого театра в Вильно. Первой ролью артиста стала Мартышка из басни И. Крылова «Квартет».
Участник Второй мировой войны. В составе 2 армии Войска Польского дошёл до Берлина.
После демобилизации окончил актёрскую студию. Играл на сценах театров Гданьска (Театр «Побережье»), Познани (Польский театр), Лодзи (Театр им. Ярача, Новый театр). С 1962 — артист варшавских театров: Драматического, «Атенеум», Народного, Нового.
В 1983 вышел на пенсию. Умер 18 марта 2020 года в Варшаве.

## Творчество

### Роли в театре
- Октавий в трагедии «Юлий Цезарь» Шекспира
- Франц Моор в пьесе «Разбойники» Ф. Шиллера
- Хозяин в пьесе «Свадьба» С. Виспяньского
- Аммос Фёдорович Ляпкин-Тяпкин в «Ревизоре» Н. Гоголя.

Кроме того, исполнял роли в спектаклях «Сон в летнюю ночь» Шекспира, «Толстые рыбы» М. Балуцкого,
пьесах Чехова, Мрожека, Мольера и др.

### Роли в кино
Сыграл более, чем в 30 фильмах и сериалах, в том числе:
- 1956 — Канал — поручик «Умный»
- 1956 — Тень — Ясичка
- 1957 — Сокровище капитана Мартенса / Skarb kapitana Martensa
- 1958 — История одного истребителя — германский лётчик
- 1960 — Крестоносцы — Владислав Ягелло
- 1960 — Цена одного преступления — Казик Беляс
- 1961 — Сегодня ночью погибнет город — Курт Зумпе
- 1963 — Особняк на Зелёной / Ostatni kurs — Юрек, бармен
- 1967—1968 — Ставка больше, чем жизнь (сериал) — штурмбаннфюрер Герман Бруннер
- 1970 — Приключения канонира Доласа, или Как я развязал Вторую мировую войну — офицер гестапо
- 1971—2009 — Телефон полиции — 110 (сериал) — Кренцель
- 1973—1974 — Чёрные тучи (сериал) — граф Пац
- 1973 — Майор Хубаль — Станислав Солтыкевич, ротмистр
- 1975 — Родины солдат — полковник СС
- 1976 — Солдаты свободы — капитан армии Крайовой
- 1977 — Все и никто — Шеф, сержант армии Людовой
- 1979 — Отец королевы — гетман Яблоновский
- 1979 — Страхи (сериал) — Дубенько
- 1987 — Маримонтская соната — ротмистр
- 2011 — Победитель — дедушка Оливера
- 2012 — Ганс Клосс. Ставка больше, чем смерть[пол.] — штурмбаннфюрер Герман Брюннер

## Награды
- Медаль «Победы и Свободы» (1945)
- Медаль 10-летия Народной Польши (1955)
- Золотой Крест Заслуги (1977)
- Орден «Крест Грюнвальда» 3 степени
- Кавалерский крест Ордена Возрождения Польши (1982)
- Офицерский крест Ордена Возрождения Польши (1988)
- Командорский крест Ордена Возрождения Польши (2020, посмертно)